# Comandos británicos

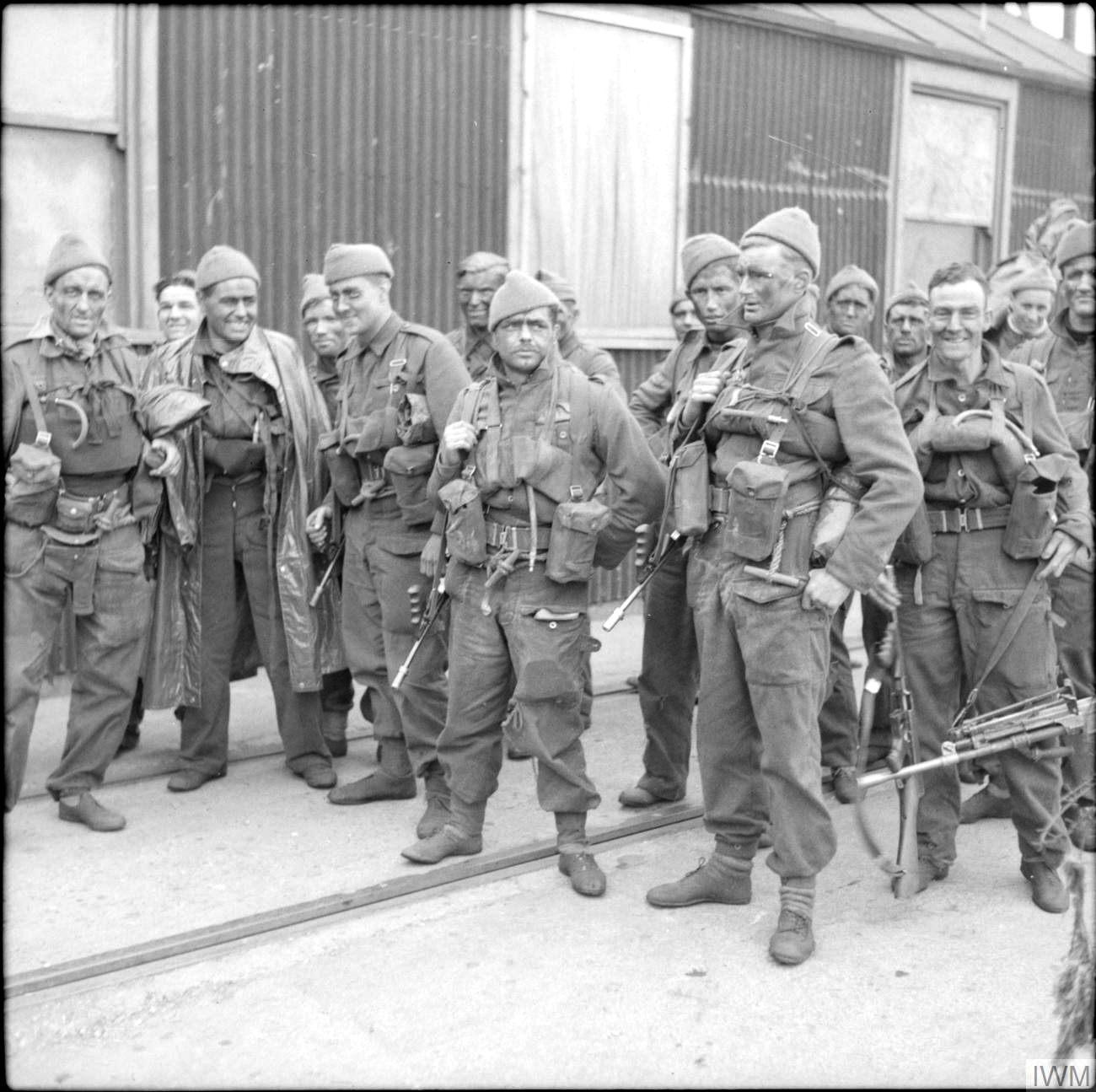
Comandos británicos en 1942.

Los comandos británicos (en inglés: British Commandos) fueron una unidad de élite formada durante la Segunda Guerra Mundial para ejecutar acciones tras las líneas enemigas.
Su modo de acción se basa principalmente en las acciones de guerrilla y sabotaje ejecutadas durante la Primera Guerra Mundial por sir Thomas Edward Lawrence (más conocido como «Lawrence de Arabia») en las regiones árabes; tomando también como forma de organización la de los grupos de colonos milicianos neerlandeses de África durante la Guerra de los Bóeres en el siglo XIX.
Sus acciones fueron tremendamente temerarias, con cuantiosas bajas de sus miembros, pero con grandes éxitos en compensación. Tal fue su prestigio que posteriormente fueron tomados como modelo para la formación de los Rangers de Estados Unidos y para la formación de grupos de comandos de varios lugares del mundo.